# センタラ・グランド・アット・セントラルプラザ・ラープラオ・バンコク
センタラ・グランド・アット・セントラルプラザ・ラープラオ・バンコク（Centara Grand at Central Plaza Ladprao Bangkok）は、タイの首都であるバンコク・チャトゥチャック区にある高級ホテル。タイ企業セントラル・グループのセンタラ・ホテルズ&リゾーツにより運営。
2011年まで「ソフィテル センタラ グランド バンコク（Sofitel Centara Grand Bangkok）」の名称でアコーホテルズと提携していたが、2012年1月にアコーホテルズを離脱し、ホテル名を変更した。

## 歴史
1982年開業。センタラ・ホテルズ&リゾーツのホテルの一つ。
アコーホテルズ時代にセンタラ・ホテルズ&リゾーツが旧称のセントラル・ホテルズ&リゾーツから名称変更したことに伴い、2007年6月19日に「ソフィテル セントラルプラザ バンコク」から「ソフィテル センタラ グランド バンコク」に名称変更。2011年末でアコーホテルズとの提携を解消し、現名称となった。
アコーホテルズ運営前はハイアットホテルアンドリゾーツと提携しており、ホテル名は「セントラル・ハイアット・ホテル」だった。

## 特徴
ホテルの近くに大型コンベンションセンターがあることもあり、ビジネス目的での宿泊客の割合が圧倒的に高い。
高速道路の出入口に近く、バンコク・メトロのパホンヨーティン駅から徒歩約10分の所に位置するため交通アクセスはいいが、市街へは遠い。ただ、観光客に人気の高いウィークエンドマーケットの最寄り駅であるカムペーンペット駅へは、約5分の乗車時間で行くことができる。駅の目の前がウィークエンドマーケットである。ホテルのシャトルバスを利用してウィークエンドマーケットに行くことも可能である。
客室は一番下のグレードであるスーペリアで約33.5平方メートルである。
607室。

## 設備
- ドン ジョバンニ(Don Giovanni)　イタリア料理
- 王朝(Dynasty)　中華料理
- 萩(Hagi)　日本料理
- ル ダナン(Le Danang)　ベトナム料理
- チャトゥチャック カフェ(Chatuchak Cafe)　各国料理
- カプチーノ コーナー(Cappuccino Corner)　コーヒー、軽食
- ココス(Coco's)　コーヒー、軽食
- ロビー ラウンジ(Lobby Lounge)　カクテル
- スパ
- プール　屋外に1か所

など